# Zuzana Čaputová
Zuzana Čaputová, slovakiskt uttal: [ˈzuzana ˈtʂaputɔʋaː]; ursprungligen Strapáková; född 21 juni 1973 i Bratislava, är en slovakisk jurist, miljöaktivist och politiker för det socialliberala partiet Progressiva Slovakien. Den 30 mars 2019 valdes hon till Slovakiens president och tillträdde ämbetet den 15 juni. Čaputová blev därmed Slovakiens första kvinnliga och hittills yngsta president.
Čaputová blev först känd genom att delta i en decennielång kamp mot att man ville placera en giftig deponi i hennes hemstad Pezinok. 2016 mottog Čaputová det prestigefyllda miljöpriset Goldman Environmental Prize för detta arbete och hon utsågs till en av Europas mest betydande personer år 2020 av det amerikanska nyhetsmediet Politico.

## Presidentvalet
På en presskonferens som hölls den 29 mars 2018 tillkännagav Čaputová att hon skulle ställa upp i presidentvalet 2019 som kandidat för partiet Progressiva Slovakien. Robert Mistrík, en annan stark konkurrent, drog sig ur loppet och gav sitt stöd till Čaputová den 26 februari 2019. Hon sade att hon hade känt sig tvungen att ställa upp presidentvalet efter mordet på den utredande journalisten Ján Kuciak.
Čaputová vann den första omgången av valet den 16 mars 2019 med 40,57% av rösterna. Hon besegrade sedan sin motståndare, Maroš Šefčovič, med cirka 58% mot 42% i den andra presidentvalsrundan den 30 mars 2019. Hennes presidentförordnande ägde rum den 15 juni 2019 under ett sammanträde i Slovakiens nationalråd i
Bratislava. Presidentvalet 2019 präglades av antietablissemangiskritik och Čaputová besegrade sin motståndare EU-kommissionären Maroš Šefčovič från partiet Smer-SD, med 58,4 procent av rösterna. Efter valet lämnade hon partiet och är för närvarande partilös. "Vi ska försöka ha ett konstruktivt förhållande med grannländerna men samtidigt ha tydliga ståndpunkter och positioner baserade på värden", sa hon till en reporter.